# Myrcia pentagona
Myrcia pentagona är en myrtenväxtart som beskrevs av Mcvaugh. Myrcia pentagona ingår i släktet Myrcia och familjen myrtenväxter. IUCN kategoriserar arten globalt som sårbar. Inga underarter finns listade i Catalogue of Life.